# Piprites pileata
El bailarín castaño (en Argentina) (Piprites pileata), también denominado piprites capirotado, es una especie de ave paseriforme de la familia Tyrannidae, una de las tres pertenecientes al  género Piprites. Anteriormente era incluida en la familia Pipridae, pero actualmente, con base en estudios genéticos, se ha demostrado su inclusión dentro de la familia Tyrannidae. Es nativo del centro oriental de Sudamérica.

## Distribución y hábitat
Se distribuye de forma disjunta en el sureste de Brasil (sur de Minas Gerais y Río de Janeiro hacia el sur hasta el norte de Rio Grande do Sul), y en el extremo noreste de Argentina (Misiones).
Esta especie es considerada rara en su hábitat natural: el sub-dosel y los bordes de bosques de la Mata Atlántica, especialmente en donde abundan las araucarias (Araucaria angustifolia). En altitudes entre 500 y 2000 m.

## Descripción
Mide aproximadamente 12 cm de longitud. Presenta corona negra. El macho tiene el dorso, la grupa y las coberteras alares color castaño ferruginoso brillante; mejillas anaranjadas; ceja, cuello y pecho amarillo acanelado y vientre crema a blancuzco. Las alas son oscuras. La cola presenta las plumas centrales negras y las laterales color castaño rufo. El pico es amarillo y las patas también amarillas o anaranjadas. La hembra se distingue por tener el dorso verde oliva y líneas blancas en las alas.

## Estado de conservación
Actualmente, el bailarín castaño está calificado como casi amenazado por la Unión Internacional para la Conservación de la Naturaleza (IUCN) —a pesar de que hasta 2016 era calificado como vulnerable— debido a que la extensión de la pérdida de bosques indican que su aparentemente pequeña y fragmentada población está declinando. Su población total estimada es de 2800 a 22 400 individuos maduros.

### Amenazas
Los bosques de araucaria han sido fuertemente reducidos en su extensión. Sin embargo, no parece ser un verdadero especialista en araucaria, y el declinio de la población en el norte de su zona de distribución en Brasil puede ser mitigado porque los bosques de su faja de altitud has sufrido considerablemente menos destrucción que las tierras bajas adyacentes.

### Acciones de conservación
En Brasil está protegida y se la encuentra en los parques nacionales de Itatiaia, Serra da Bocaina y Aparados da Serra y en el parque estatal de Campos do Jordão. La población en Argentina es muy pequeña y localizada en un hábitat específico: bosques de Ocotea pulchella, que no están sujetos a ninguna protección específica y por lo tanto vulnerables a disturbios forestales, como explotación selectiva de madera, desmate para agricultura e incendios accidentales. Se la encuentra en algunos lugares dispersos, todos en la Reserva de la biosfera Yabotí en la Provincia de Misiones.
A pesar de globalmente ser considerado «casi amenazado», localmente en Argentina el bailarín castaño es considerado como «en peligro crítico de extinción».

## Comportamiento

### Alimentación
Se alimenta de frutos e insectos.

### Reproducción
Ejecuta un ritual de exhibición que realiza repetidamente para las hembras próximas durante la temporada de reproducción. El ritual fue observado entre los meses de septiembre a noviembre y el nido estaba en construcción en octubre.

### Vocalización
Los llamados incluyen un  «juííu», algunas veces seguido de una serie de notas breves, menos sonoras; El canto es una secuencia rápida y alegre, p. ej. «chik, chik, chiút, chi-unh», variable pero siempre con calidad alegre.

## Sistemática

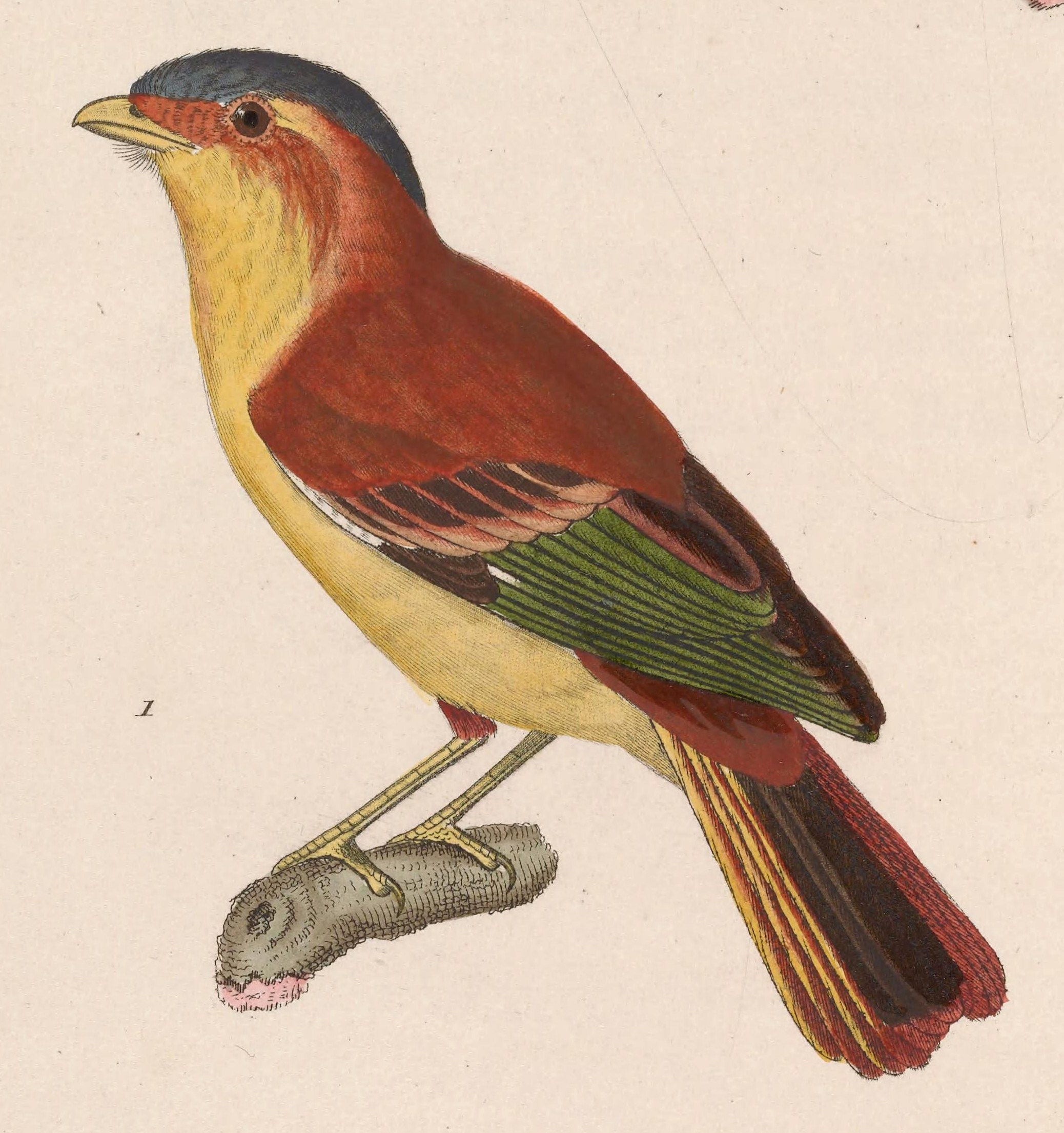
Pipra pileata, ilustración de Huet le Jeune y Prêtre en Temminck Nouveau recueil de planches coloriées d'oiseaux, 1838.

### Descripción original
La especie P. pileata fue descrita por primera vez por el ornitólogo neerelandés Coenraad Jacob Temminck en 1822 bajo el nombre científico Pipra pileata; la localidad tipo es: «Curitiba, Paraná, Brasil».

### Etimología
El nombre genérico femenino «Piprites» se compone de las palabras del griego «πιπρα pipra» o «πιπρω piprō»: pequeña ave mencionada por Aristóteles y otros autores pero nunca propiamente identificada, y asociada a los coloridos saltarines neotropicales del género Pipra, e «ιτης itēs»: ‘parecido’, ‘similar a’; significando «que parece un Pipra»; y el nombre de la especie «pileata» proviene del latín pileatus que significa ‘capirotado’.

### Taxonomía
Es monotípica. Las relaciones del género Piprites con el resto de la familia Tyrannidae siempre fueron inciertas. Los amplios estudios genético-moleculares realizados por Tello et al. (2009) demostraron repetidamente que este género es un linaje antiguo y aislado en relación con Rhynchocyclidae y Tyrannidae. Siguiendo estos estudios, Ohlson et al. (2013) propusieron una familia Pipritidae Ohlson,  Irestedt, Ericson & Fjeldså, 2013  exclusiva para este género. El Comité Brasileño de Registros Ornitológicos (CBRO) y Avibase adoptan dicha familia. El Comité de Clasificación de Sudamérica (SACC), sin embargo, mantuvo al presente género en incertae sedis (de posición incierta) por un tiempo y rechazó la Propuesta no 732 de reconocimiento de la nueva familia; posteriormente, en la Propuesta no 827, se aprobó su inclusión en Tyrannidae en una subfamilia propia Pipritinae.